# شهرک صنعتی بناب
شهرک صنعتی بناب یکی از شهرک‌های صنعتی استان آذربایجان شرقی است که در ۵ کیلومتری شهر بناب واقع شده‌است.